# 费勒坦站
费勒坦站是法国的一个铁路车站，位于法国中部小城费勒坦。

## 位置
费勒坦站位于费勒坦市区的西北部，克勒兹河畔比索－于塞勒铁路423.045公里处，距离欧比松大约10.3公里。车站大致呈南北走向，主站房位于铁路线东侧。
自1979年克勒兹河畔比索－于塞勒铁路费勒坦以南的路段关闭以来，费勒坦站已成为事实上的尽头站。
因这一地区人口稀少，费勒坦站的人工售票窗口已关闭。

## 设施
费勒坦站是一个无人看守的乘降所，原有的站房及人工售票窗口已关闭，并未设任何自动售票设施。在该站上车的乘客需主动购票或使用通勤卡。

## 停靠线路
以下列车线路在费勒坦站停靠：
| 费勒坦站列车线路表 |      |        |          |              |
| 线路               | 车种 | 上一站 | 下一站   | 大致运行频率 |
| 盖雷—费勒坦        | TER  | 欧比松 | （终点） | 每天2趟      |
| 1. 2.              |      |        |          |              |

## 配套交通

### 长途客车
| 停靠费勒坦站的大巴车 |                              | |
| 上下车地点           | 运营单位                     | 主要线路及目的地 |
| 费勒坦站门口         | 科雷兹省城际客运 TransCreuse | - 5线：Moutier-Rozeille、Aubusson、Saint-Amand、Peyrat-la-Nonière、Chambon-sur-Voueize、Évaux-les-Bains - 14线：Aubusson、Bellegarde-en-Marche、Lubersat、Bussière-Nouvelle、Auzances - 15线：Moutier-Rozeille、Aubusson、Saint-Quentin-la-Chabanne、Gentioux-Pigerolles、Faux-la-Montagne - 17线：Aubusson、Saint-Médard-la-Rochette、Lavaveix-les-Mines、Ahun                                                         |
| 费勒坦站门口         | SNCF Car TER                 | - 9线：Aubusson、Saint-Michel-de-Veisse、Saint-Hilaire-le-Château、Bourganeuf、Saint-Léonard-de-Noblat、Limoges-Ciel、Limoges-Winston-Churchill - 13线：Montluçon、Gouzon、Issoudun-Létrieix、Aubusson、La Courtine、Ussel - 15线：Aubusson、Ahun、Guéret、Saint-Vaury、La Souterraine - 17线：Aubusson、La Villetelle、维勒坎尼亚、Clermont-Ferrand - 当铁路线施工或罢工时，SNCF可能也会提供途径该线路沿途站点的大巴车 |
| 1. 2. 3. 4. 5.       |                              | |

### 市内交通
费勒坦站附近暂无城市公共交通线路。

### 社会车辆
费勒坦站门口设有社会车辆停车场。

## 临近车站
| 费勒坦站（Gare de Felletin）   |                            |            |
| 上行车站                       | 线路                       | 下行车站   |
| 欧比松站                       | 克勒兹河畔比索－于塞勒铁路 | （已关闭） |
| - 本表仅显示运营中的线路及车站 |                            |            |